# Концерт для фортепиано с оркестром № 1 (Сен-Санс)
Концерт для фортепиано с оркестром № 1 ре мажор, опус 17 — сочинение Камиля Сен-Санса, написанное в 1858 году и посвящённое пианистке Мари Жаэль.
Примерная продолжительность концерта ― около 25 минут. Его первое исполнение состоялось в Париже 17 июля 1862 года. Произведение было впервые опубликовано в 1875 году.

## Структура
Концерт состоит из трёх частей:
- 1. Andante ― Allegro assai

- 2. Andante sostenuto quasi adagio

- 3. Allegro con fuoco

## Исполнительский состав
Концерт написан для фортепиано и оркестра, состоящего из 2 флейт, 2 гобоев, 2 кларнетов, 2 фаготов, 4 валторн, 2 труб, литавр и струнных.